# Oberappellationsgericht Oldenburg
Das 1814 gegründete Oberappellationsgericht für das Land Oldenburg war das Oberappellationsgericht für Oldenburg.

## Geschichte
Im Jahre 1637 hatte die Grafschaft Oldenburg das Privilegium de non appellando (begrenzt auf einen Streitwert von 1.000 Gulden) erhalten. Mit der Rangerhöhung zum Herzogtum Oldenburg 1774 war dieses Recht bestätigt worden. Oberstes Gericht war die herzogliche Justizkanzlei.
Im Herzogtum Oldenburg wurde nach Ende der Franzosenzeit 1814 die 1811 eingeführte französische Gerichtsorganisation wieder abgeschafft und die zuvor gültige Gerichtsorganisation wieder eingeführt (siehe Gerichte im Großherzogtum Oldenburg). Mit dem sogenannten Ressort-Reglement, einer landesherrlichen Verordnung vom 15. September 1814, wurde das Oberappellationsgericht Oldenburg durch Herzog Peter Friedrich Ludwig mit Wirkung vom 1. Oktober 1814 zum höchsten Gericht des Herzogtums Oldenburg. Es verfügte zunächst über fünf Räte (Richter), später wurde die Zahl der Richter auf sieben erhöht.
Grundlage war Artikel 12 Absatz 2 der Deutschen Bundesakte von 1815: „In den Staaten von solcher Volksmenge, wo schon jetzt dergleiche Gerichte dritter Instanz vorhanden sind, werden jedoch diese in ihrer bisherigen Eigenschaft erhalten, wofern nur die Volkszahl, über welche sie sich erstrecken, nicht unter 150,000 Seelen ist.“ Die Aufnahme dieses Absatzes in die Bundesakte stellte eine Ausnahme zugunsten Oldenburgs dar, da Oldenburg als einziges Land mit eigenem Oberappellationsgericht war, das nicht die Zahl von 300.000 „Seelen“ hatte, die nach Artikel 12 Abs. 1 grundsätzlich Voraussetzung für die Bildung eines Obergerichts waren. Oldenburg hatte damals etwa 169.000 Einwohner.
Örtlich zuständig war es anfangs für das Gebiet des Herzogtums Oldenburg, später auch für die Fürstentümer Birkenfeld und Lübeck. Den Namen eines Großherzoglichen Oberappellationsgericht erhielt es im Jahr 1830.
Mit Inkrafttreten der Reichsjustizgesetze von 1877 erfolgte 1879 die Einführung des viergliedrigen Gerichtswesens mit Amts-, Land-, Oberlandesgerichten und dem Reichsgericht als einheitlicher Letztinstanz. Die bestehenden Oberappellationsgerichte wurden in Oberlandesgerichte umgewandelt. Dementsprechend wurde das Oberappellationsgericht Oldenburg durch das Oberlandesgericht Oldenburg ersetzt.

## Richter

### Präsidenten
- Karl Ludwig Friedrich Josef von Brandenstein (1814 bis 1821)
- Günther Heinrich von Berg (1821 bis 1829)
- Christian Ludwig Runde (1829–1849)
- Friedrich Wilhelm Anton Roemer (1849 bis 1865)
- Dietrich Christian von Buttel (1865 bis 1877)
- Eugen von Beaulieu-Marconnay (1878)

### Räte (Auswahl)
- Carl Heinrich Friedrich Schleifer
- Anton Gerhard Messing
- Heinrich Jacob Siegen
- Niclas Diedrich Rasmus
- Franz Tappehorn
- Otto Heinrich Hugo Stricker
- Diedrich Jaspers
- Peter Friedrich Ludwig Kruse
- August Hullmann (ab 1873)
- Friedrich Wilhelm Anton Roemer (1828 bis 1849)
- Heinrich Wilhelm Hayen
- Carl Friedrich Hayessen
- Ernst August Ruhstrat
- Anton Christian Kühn
- Balduin Caspar Friedrich Plate
- Johann Henning Christoph Trentepohl[3][4]
- Ludwig Völckers (1839–1847)